# Phyllotreta gallica
Phyllotreta gallica is een keversoort uit de familie bladkevers (Chrysomelidae). De wetenschappelijke naam van de soort werd in 1891 gepubliceerd door Charles Nicolas François Brisout de Barneville.